# Bürkelkopf
Bürkelkopf är ett berg i Österrike, på gränsen till Schweiz. Det ligger i den västra delen av landet. Toppen på Bürkelkopf är 3 033 meter över havet.
Den högsta punkten i närheten är Vesulspitze, 3 089 meter över havet, 1,1 km norr om Bürkelkopf.
Trakten runt Bürkelkopf består i huvudsak av kala bergstoppar och alpin tundra.